# アルマース (巡洋艦)
アルマースとは、ロシア海軍がかつて保有していた巡洋艦で同型艦はない。

## 戦歴
非防護巡洋艦であり、バルチック艦隊に配備され、1905年には日本海海戦に参加、ウラジオストクの入港に成功した3隻のうちの一つとなる。
1907年には通報艦に類別され、1911年に黒海艦隊へ配備される。1914年には12cm速射砲7門を持つ水上機母艦へ改装された。
1920年以降は白軍の勢力下にあり、1934年に解体された。

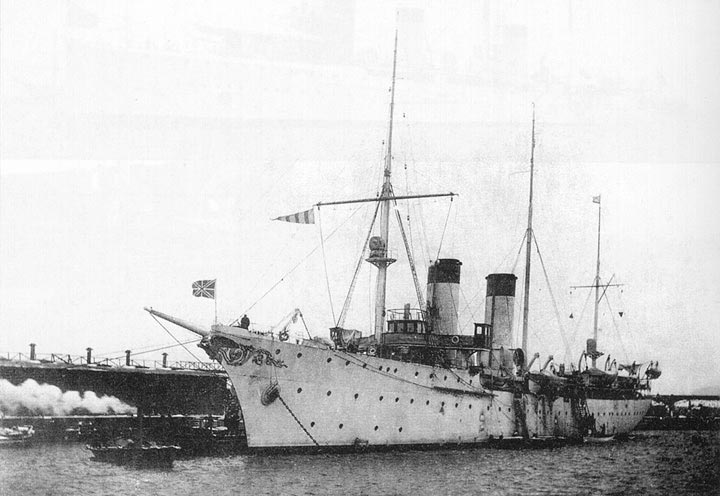
1905年にウラジオストクに逃げ込んで間もないアルマース[要出典]
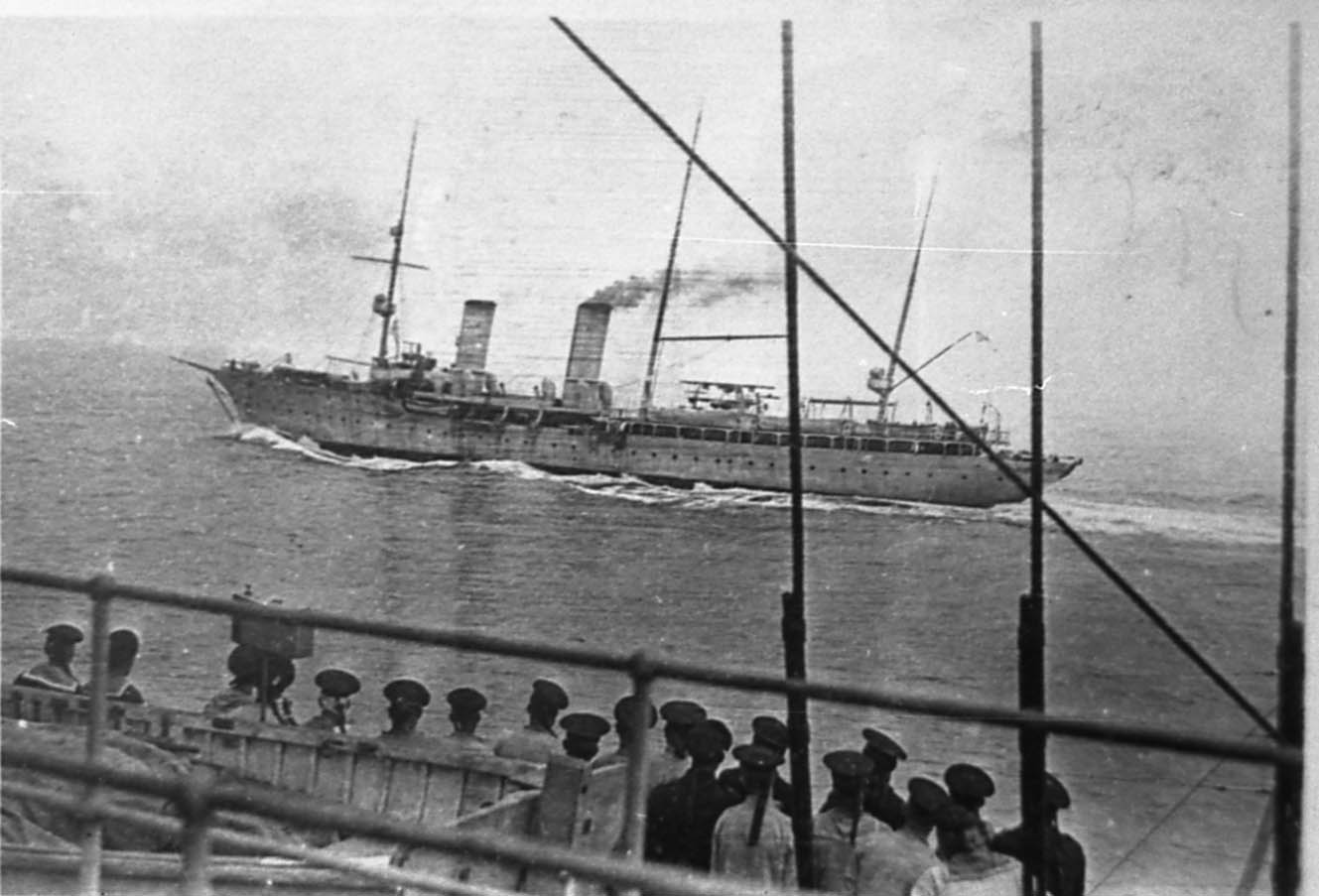
水上機母艦時代のアルマース

## 参考図書
- 「Conway All The World's Fightingships 1860-1905」（Conway）
- 「Conway All The World's Fightingships 1906-1922」（Conway）